# Уровень моря

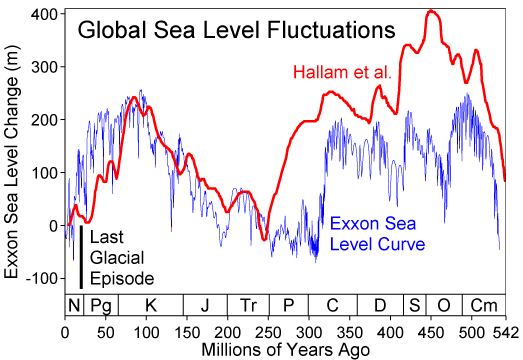
График, демонстрирующий колебания уровня Мирового океана за последние 550 млн лет

У́ровень мо́ря — положение свободной поверхности Мирового океана, измеряемое по отвесной линии относительно некоторого условного начала отсчёта. Это положение определяется законом тяготения, моментом вращения Земли, температурой, приливами и другими факторами. Различают «мгновенный», приливной, среднесуточный, среднемесячный, среднегодовой и среднемноголетний уровни моря.
Под воздействием ветрового волнения, приливов, нагревания и охлаждения поверхности моря, колебаний атмосферного давления, осадков и испарения, речного и ледникового стока уровень моря непрерывно изменяется. Среднемноголетний уровень моря не зависит от этих колебаний поверхности моря. Положение среднемноголетнего уровня моря определяется распределением силы тяжести и пространственной неравномерностью гидрометеорологических характеристик (плотность воды, атмосферное давление и др.).
Постоянный в каждой точке среднемноголетний уровень моря принимается за исходный уровень, от которого отсчитываются высоты на суше. Для отсчёта глубин морей с малыми приливами этот уровень принимается за нуль глубин — отметку уровня воды, от которой отсчитываются глубины в соответствии с требованиями судоходства. В России и большинстве других стран бывшего СССР, а также в Польше, абсолютные высоты точек земной поверхности отсчитывают от среднемноголетнего уровня Балтийского моря, определённого от нуля футштока в Кронштадте. Глубины и высоты в западноевропейских странах исчисляются по Амстердамскому футштоку (замер уровня Средиземного моря делается по Марсельскому футштоку). Для США и Канады точка отсчёта находится у канадского города Римуски, а для КНР — у города Циндао.
Для измерения и регистрации колебаний уровня моря используют мареограф.
Поскольку существует множество факторов, влияющих на глобальные изменения погоды, (например, Глобальное потепление), то предсказания и оценки изменений уровня океана в ближайшем будущем не отличаются особой точностью.

## Высота морской поверхности

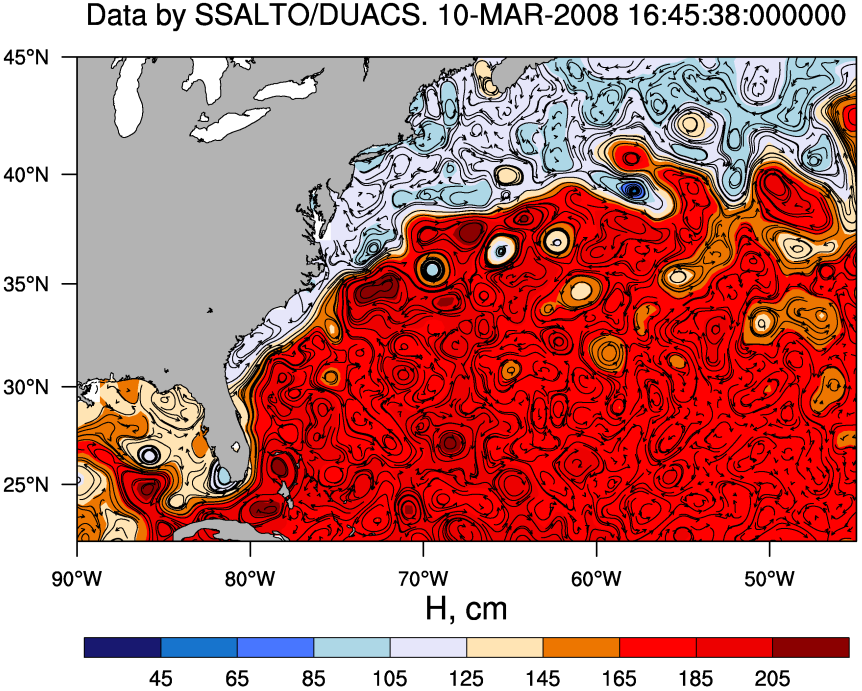
Абсолютная высота морской поверхности (в сантиметрах) в районе течения Гольфстрим на 10 марта 2008 года, полученная по данным спутника Jason 1. Стрелочками показаны геострофические течения, ассоциированные с изменениями высоты морской поверхности.

Высота морской поверхности (ВМП) — это высота (или топография или рельеф) поверхности океана. В течение суток она, очевидно, наиболее подвержена влиянию приливных сил Луны и Солнца, действующих на Землю. На больших временных масштабах на ВМП влияет циркуляция океана. Обычно циркуляция океана вызывает отклонения топографии от среднего уровня максимум на ± 1 м. Самые медленные изменения ВМП происходят за счёт изменений в гравитационном поле Земли (геоид) в результате перераспределения континентов, образования подводных гор и тому подобного.
Поскольку гравитационное поле Земли относительно стабильно в масштабах десятилетий и столетий, циркуляция океана играет более значительную роль в наблюдаемой изменчивости ВМП. Сезонные изменения в распределении тепла и ветрового воздействия влияют на циркуляцию океана, а та, в свою очередь, на ВМП. Вариации ВМП могут быть измерены при помощи спутниковой альтиметрии (например, спутники TOPEX/Poseidon, Jason 1) и используются для определения, например, повышения уровня моря, расчёта содержания тепла и геострофических течений, обнаружения и изучения вихрей в океане.